# MPOS
Мобильный POS-терминал или mPOS (от англ. mobile point of sale — мобильная точка продажи) — компактное устройство, представляющее собой подключённый к смартфону или планшетному компьютеру торговый терминал, позволяющий проводить безналичный расчёт с помощью банковской карты. Основные преимущества — компактность, низкая стоимость и возможность осуществления платежей в любой точке, где есть доступ в Интернет (включая сотовую связь).

## Подключение
Устройство для считывания информации с банковской карты (ридер) подключается к смартфону через разъём, чаще всего — популярный 3,5 мм mini-jack. Также ридер может быть подключён через USB-разъём или Bluetooth-соединение.
На смартфон устанавливается программа — платёжное мобильное приложение банка.
Сервисы, предоставляющие услуги эквайринга с использованием mPOS-терминалов, взимают комиссию. Как правило, комиссия взимается в диапазоне от 1,8 % до 2,75 % от каждой транзакции (она может меняться в зависимости от тарифной политики банков — к примеру, Банк Русский стандарт — 1,8 %, «Московский кредитный банк» и Владпромбанк — 2,5 %, «Райффайзенбанк», Сбербанк, ВТБ — 2,75 % и т. д.).
Возможен вариант принятия платежей с банковской карты без ридера, путём ручного ввода данных банковской карты непосредственно в платёжном мобильном приложении банка (виртуальный POS-терминал).

## Оплата
Для оплаты необходимо провести карту через терминал и ввести данные платежа. Лицо, осуществляющее платёж, подтверждает оплату с помощью электронной подписи через смартфон либо с помощью кода, полученного посредством SMS-сообщения. Чек в электронном виде отправляется в виде SMS-сообщения на мобильный телефон или на электронную почту плательщика.